# Aarhus Medicinerrevy
 Der er for få eller ingen kildehenvisninger i denne artikel, hvilket er et problem. Du kan hjælpe ved at angive troværdige kilder til de påstande, som fremføres i artiklen.

Aarhus Medicinerrevy er startet i 1983 af TV-lægen Peter Qvortrup Geisling, der dengang var medicinstuderende ved Aarhus Universitet. I dag er Medicinerrevyen i Aarhus blevet Danmarks største studenterrevy, hvad angår medlemmer samt publikumsantal. Hvert år fremviser revyen fire forestillinger i efteråret, som siden 2013 har foregået i Hermans i Tivoli Friheden, Aarhus.

## Generelt
Hvert år samler Medicinerrevyen omtrent 75 frivillige lægestuderende, der i løbet af september mødes til såkaldte skriveaftenener og udtænker sketches og sange fra bunden. Alt det skrevne materiale danner fundamentet for de endelige forestillinger, hvor korte, uafhængige sketches og sange danner rammerne for en klassisk revy. Revyen er opdelt i to akter af 45 minutters varighed. Materialet, som fremvises for publikum under forestillingerne, søges at appellere til både unge og ældre, medicinstuderende og ikke-medicinstuderende.
Allerede i foråret inviteres samtlige medicinstuderende i Aarhus til den årlige generalforsamling, hvor der vælges en bestyrelse, som repræsenterer revyen et år indtil næste generalforsamling.
Revyens største arbejde ligger i løbet af september, oktober og med forestillinger i starten af november. I slutningen af september udvælger den siddende bestyrelse en gruppe af officielle medlemmer til Medicinerrevyen ud fra frivillige ansøgere. Medlemmerne fordeler sig efter ønske i forskellige grupper fx: band, produktion, regi, skuespil, koreografi, instruktør og PR. Medlemmerne har i oktobermåned en periode med en gennemsnitlig arbejdsuge på op mod 50 timer.
Siden Aarhus Medicinerrevys stiftelse er denne studenterrevy blot vokset på alle parametre, og i 2018 blev Aarhus Medicinerrevy fremvist for omtrent 3200 personer i Tivoli Friheden.